# John Witherspoon (acteur)
Pour les articles homonymes, voir Witherspoon et John Witherspoon.
John Witherspoon est un acteur américain né le 27 janvier 1942 à Détroit (Michigan) et mort le 29 octobre 2019 à Sherman Oaks, un quartier de Los Angeles en Californie.

## Biographie

### Jeunesse et début de carrière
John Witherspoon naît à Détroit. Il est employé dans une usine du constructeur automobile General Motors. Il prend des cours d'art dramatique et apparaît dans des spots publicitaires. En 1977, Witherspoon s'établit à Los Angeles et commence sa carrière d'acteur en jouant un spectacle de stand-up. Il se produit notamment au Comedy Store, un comedy club dans lequel jouent d'autres acteurs comme Robin Williams et David Letterman. Il est invité dans l'émission The Richard Pryor Show (en) du réseau NBC.

### Au cinéma
En 1995, il tient le rôle de Mr. Jones dans le film Friday réalisé par F. Gary Gray.

### Télévision
Dans les années 1990, il tient l'un des rôles principaux dans la sitcom Les Frères Wayans (The Wayans Bros.).

### Famille
Son frère aîné William Weatherspoon compose des chansons pour les artistes du label Motown au cours des années 1960.

## Filmographie
- 1980 : Le Chanteur de jazz (The Jazz Singer) de Richard Fleischer : M.C. au Cinderella Club
- 1986 : Kidnapped : Pimp
- 1986 : Ratboy de Sondra Locke : Lourdo
- 1987 : Hollywood Shuffle (en) de Robert Townsend (en) : Mr. Jones
- 1988 : Bird de Clint Eastwood : Sid
- 1988 : I'm Gonna Git You Sucka (en) de Keenen Ivory Wayans : le révérend
- 1990 : Les Tomates tueuses contre-attaquent (Killer Tomatoes Strike Back!) de John De Bello : Evan Rood
- 1990 : House Party (en) de Reginald Hudlin : Mr. Strickland
- 1991 : Talkin Dirty After Dark de Robert Townsend : Dukie
- 1991 : The Five Heartbeats (en) : Wild Rudy
- 1991 : Sunday in Paris (TV) : Fredic Dickson
- 1992 : Boomerang de Reginald Hudlin : Mr. Jackson
- 1992 : Bébé's Kids (en) : Card Player no 1 (voix)
- 1993 : Meteor Man de Robert Townsend : Clarence James Carter III
- 1993 : Fatal Instinct de Carl Reiner : Arch
- 1994 : Cosmic Slop (clip) : (segment "The First Commandment")
- 1995 : Un vampire à Brooklyn (Vampire in Brooklyn) de Wes Craven : Silas Green
- 1995 : Friday de F. Gary Gray : Mr. Jones
- 1996 : A Delicatessen Story : Mel
- 1996 : Waynehead (en) (série télévisée) : Dad
- 1997 : Fakin' Da Funk (en) de Tim Chey : Bill
- 1997 : Sprung (en) de Rusty Cundieff : le détective
- 1998 : High Freakquency de Tony Singletary : Wes Thomas
- 1998 : Ride (en) de Millicent Shelton : Roscoe
- 1998 : Bulworth de Warren Beatty : le révérend Morris
- 1998 : I Got the Hook Up (en) de Michael Martin : Mr. Mimm
- 2000 : Next Friday de Steve Carr : Willie Jones
- 2000 : Un homme à femmes (The Ladies Man) de Reginald Hudlin : Scrap Iron
- 2000 : Little Nicky de Steven Brill : le vendeur de rue
- 2001 : Dr Dolittle 2 de Steve Carr : l'ours du zoo no 2 (voix)
- 2002 : Friday 3 (Friday After Next) de Marcus Raboy (en) : Mr. Jones
- 2003 : The Tracy Morgan Show (série télévisée) : Spoon
- 2004 : Pryor Offenses (TV) : Willie the Wino
- 2004 : Soul Plane de Jessy Terrero : Blind Man
- 2005 : The Boondocks : Robert Freeman (voix)
- 2006 : Little Man de Keenen Ivory Wayans : Pops
- 2007 : After Sex d'Eric Amadio: Gene
- 2012 : Mille mots (A Thousand Words) de Brian Robbins : le vieil homme aveugle